# Col Rodella
Il Col Rodella (Col Rodela in ladino) è un rilievo appartenente alla Val di Fassa, nel cuore delle Dolomiti, situato nel gruppo montuoso del Sassolungo e considerato uno dei terrazzi panoramici più belli per ammirare i gruppi montuosi della Val di Fassa.
La sua imponente mole sovrasta di mille metri il comune di Campitello di Fassa, collegato al paese per mezzo della funivia omonima. È possibile raggiungere il rilievo a piedi partendo da Campitello, Canazei o dalla più veloce strada non asfaltata partente dal Passo Sella e su di esso si trova anche una via ferrata di media difficoltà, la ferrata Col Rodella, accessibile facilmente dal Rifugio Passo Sella.
Dal rilievo è possibile raggiungere in poco tempo il Sassopiatto e il Sassolungo; in poche ore si raggiunge il Gruppo del Sella dal Passo Sella e il Catinaccio (Rosengarten in tedesco) attraverso la Val Duron.